# Masters de Montecarlo 2023
El Rolex Monte-Carlo Masters 2023 fue un torneo de tenis masculino que se juega en abril de 2023 sobre tierra batida. Fue la 116.ª edición del llamado Masters de Montecarlo, patrocinado por Rolex. Tiene lugar en el Monte Carlo Country Club de Roquebrune-Cap-Martin (Francia), cerca de Montecarlo (Mónaco).

## Puntos y premios en efectivo

### Distribución del Torneo
| Evento       | G    | F   | SF  | CF  | R16 | R32 | R48 | C  | C2 | C1 |
| Individuales | 1000 | 600 | 360 | 180 | 90  | 45  | 10  | 16 | 8  | 0  |
| Dobles       | 1000 | 600 | 360 | 180 | 90  | 0   | —   | —  | —  | —  |

### Premios en efectivo
| Evento       | G         | F         | SF        | CF        | R16      | R32      | R56      | C2       | C1     |
| Individuales | 892 590 € | 487 420 € | 266 530 € | 145 380 € | 77 760 € | 41 700 € | 23 100 € | 11 830 € | 6200 € |
| Dobles       | 282 870 € | 152 140 € | 81 140 €  | 41 140 €  | 21 980 € | 11 830 € | —        | —        | —      |

## Cabezas de serie

### Individuales masculino
| N.º | Rank. | Tenista            | Puntos | Puntos por defender | Puntos ganados | Nuevos puntos | Ronda hasta la que avanzó en el torneo            |
| 1   | 1     | Novak Djokovic     | 7160   | 10                  | 90             | 7240          | Tercera ronda, perdió ante Lorenzo Musetti [16]   |
| 2   | 3     | Stefanos Tsitsipas | 5770   | 1000                | 180            | 4950          | Cuartos de final, perdió ante Taylor Fritz [8]    |
| 3   | 5     | Daniil Medvédev    | 5150   | 0                   | 180            | 5330          | Cuartos de final, perdió ante Holger Rune [6]     |
| 4   | 4     | Casper Ruud        | 5255   | 90                  | 90             | 5255          | Tercera ronda, perdió ante Jan-Lennard Struff [Q] |
| 5   | 6     | Andrey Rublev      | 3470   | 90                  | 1000           | 4380          | Campeón, venció a Holger Rune [6]                 |
| 6   | 9     | Holger Rune        | 3335   | 70                  | 600            | 3865          | Final, perdió ante Andrey Rublev [5]              |
| 7   | 8     | Jannik Sinner      | 3345   | 180                 | 360            | 3525          | Semifinales, perdió ante Holger Rune [6]          |
| 8   | 10    | Taylor Fritz       | 3065   | 180                 | 360            | 3245          | Semifinales, perdió ante Andrey Rublev [5]        |
| 9   | 12    | Karen Khachanov    | 2855   | 10                  | 90             | 2935          | Tercera ronda, perdió ante Andrey Rublev [5]      |
| 10  | 13    | Hubert Hurkacz     | 2750   | 180                 | 90             | 2660          | Tercera ronda, perdió ante Jannik Sinner [7]      |
| 11  | 14    | Cameron Norrie     | 2735   | 10                  | 10             | 2735          | Primera ronda, perdió ante Francisco Cerúndolo    |
| 12  | 11    | Frances Tiafoe     | 2870   | 0                   | 0              | 2870          | Baja antes de la primera ronda.                   |
| 13  | 16    | Alexander Zverev   | 2410   | 360                 | 90             | 2140          | Tercera ronda, perdió ante Daniil Medvédev [3]    |
| 14  | 19    | Álex de Miñaur     | 2050   | 45                  | 45             | 2050          | Segunda ronda, perdió ante Jan-Lennard Struff [Q] |
| 15  | 20    | Borna Ćorić        | 1890   | 10                  | 10             | 1890          | Primera ronda, perdió ante Nicolás Jarry          |
| 16  | 21    | Lorenzo Musetti    | 1840   | 90                  | 180            | 1930          | Cuartos de final, perdió ante Jannik Sinner [7]   |

- Ranking del 3 de abril de 2023.[2]

#### Bajas
| Rank. | Tenista               | Puntos antes | Puntos por defender | Puntos ganados | Puntos después | Motivo                |
| ----- | --------------------- | ------------ | ------------------- | -------------- | -------------- | --------------------- |
| 2     | Carlos Alcaraz        | 6780         | 10                  | 0              | 6770           | Molestias físicas.    |
| 7     | Félix Auger-Aliassime | 3450         | 10                  | 0              | 3440           | Lesión en la rodilla. |
| 11    | Frances Tiafoe        | 2870         | 0                   | 0              | 2870           | Descanso.             |
| 15    | Rafael Nadal          | 2715         | 0                   | 0              | 2715           | Lesión en el psoas.   |
| 17    | Pablo Carreño         | 2185         | 0                   | 0              | 2095           | Lesión en el codo.    |
| 18    | Tommy Paul            | 2070         | 0                   | 0              | 2070           | [ 8 ]                 |

### Dobles masculino
| Tenista                            | Ranking | Preclasificado |
| Wesley Koolhof Neal Skupski        | 2       | 1              |
| Rajeev Ram Joe Salisbury           | 7       | 2              |
| Marcelo Arévalo Jean-Julien Rojer  | 12      | 3              |
| Nikola Mektić Mate Pavić           | 13      | 4              |
| Ivan Dodig Austin Krajicek         | 19      | 5              |
| Lloyd Glasspool Harri Heliövaara   | 22      | 6              |
| Rohan Bopanna Matthew Ebden        | 35      | 7              |
| Marcel Granollers Horacio Zeballos | 38      | 8              |

## Campeones

### Individual masculino
Andrey Rublev venció a  Holger Rune por 5-7, 6-2, 7-5

### Dobles masculino
Ivan Dodig /  Austin Krajicek vencieron a  Romain Arneodo /  Tristan-Samuel Weissborn por 6-0, 4-6, [14-12]